# Casa Agustí Valentí
La casa Agustí Valentí és un edifici modernista situat als carrers de Sant Pere més Alt, 13 bis i d'Amadeu Vives, 2 de Barcelona, catalogat com a bé amb elements d'interès (categoria C).

## Història i descripció
Els Valentí eren una nissaga d'orfebres iniciada pel mallorquí Manuel Valentí i Forteza, que s'establí a Barcelona cap al 1825 i fou succeït pel seu fill Josep Valentí i Pomar. El 1864, el seu parent Calixte Valentí i Pomar (1844-1907) va establir el seu negoci al carrer d'en Burgés (desaparegut per a l'obertura de la Via Laietana), 8.
El 1905, el seu fill Agustí Valentí i Colom (1869-1949) va adquirir a la societat Riva i Garcia un dels solars resultants de l'enderrocament de l'antic convent de Sant Francesc de Paula, i l'abril del 1906 va presentar el projecte d'un edifici de planta baixa i un pis a la cantonada dels carrers de Sant Pere Més Alt i de Cameros (actualment Amadeu Vives), signat per l'arquitecte Antoni Millàs i Figuerola. El setembre del mateix any, va demanar permís per a construir-hi un segon pis, i les obres s'acabaren el maig de l'any següent, tot i que el permís es concedí posteriorment.
Als baixos del nou edifici va instal·lar el seu taller d'orfeberia, on tenia set motors elèctrics, que va haver de legalitzar. Aquell mateix any, Valentí va adquirir la casa veïna del núm. 15 a Riva i Garcia, i el 1911 va demanar permís per a ampliar el nombre i la potència dels motors i la situació d'alguns d'ells. El 1920, va demanar permís per a ampliar el primer a l'extrem de la façana del carrer de Cameros, segons el projecte del mestre d'obres Josep Masdéu.
A la seva mort, fou succeït pels seus fills Agustí (1910-1976) i Ferran Valentí i Clua (1913-1969), que el 1959 vengueren ambdues finques als Germans de les Escoles Cristianes de La Salle, integrant-se així en el complex educatiu de la Salle Comtal.

### Cas Hotel del Palau
El 2007, les finques núms. 13 bis, 15 i 17 del carrer de Sant Pere Més Alt van ser objecte d'una requalificació urbanística per iniciativa de la Fundació Orfeó Català del Palau de la Música Catalana, l'objectiu de la qual era construir-hi un hotel de luxe. En tractar-se d'un edifici protegit en el Pla Especial de Protecció del Patrimoni Arquitectònic Històrico-Artístic del districte de Ciutat Vella (2000), el seu enderrocament havia de ser autoritzat per la Comissió Territorial del Patrimoni Cultural. La valoració patrimonial realitzada per Veclus SL l'abril del 2003 concloïa que «no mostra -per si mateix- una singularitat arquitectònica i constructiva remarcable», i que «es tracta d'una construcció plantejada amb caràcter escenogràfic» donada la seva proximitat amb el Palau de la Música Catalana, per la qual cosa es proposava el trasllat de la façana a una nova ubicació dintre del projecte. Finalment, el 26 de setembre del 2008, la Comissió va rebutjar la descatalogació de les esmentades finques i, per tant, en va prohibir l'enderrocament.